# 茨維任
49°7′19″N 28°32′57″E / 49.12194°N 28.54917°E
茨維任（烏克蘭語：Цвіжин），是烏克蘭的村落，位於該國西南部文尼察州，由文尼察區負責管轄，始建於1771年，面積0.55平方公里，海拔高度260米，2001年人口234，人口密度每平方公里422.38人。